# كلوديا تريساك
كلوديا تريساك هي ممثلة إسبانية ولدت في 14 ديسمبر 1992.